# Abba Alim
Abba Alim, né en 1972 à Ngaoundéré dans la région de l'Adamaoua (Cameroun), est un homme politique camerounais et un député de la Xe législature camerounais.

## Biographie

### Enfance, éducation et débuts
Né à Ngaoundéré, Abba Alim provient d'une famille modeste. Il a effectué ses études primaires et secondaires dans sa ville natale. Après avoir obtenu son diplôme, il se dirige vers des études spécialisées en logistique. C'est en 1999 qu'il fait ses premiers pas professionnels en rejoignant le secteur du chemin de fer, où il occupe, au fil des années, plusieurs postes de responsabilité. Cependant, en 2010, après une décennie de service dans ce secteur, il prend la décision de quitter ce métier pour se lancer dans l'entrepreneuriat. Il choisit alors de se consacrer à l'industrie du bois.
Dès son plus jeune âge, Abba Alim a nourri un intérêt profond pour la politique. A l'âge de 21 ans, il décide d'entrer en politique sous la bannière du parti de l'UNDP, où il commence à s'impliquer activement dans la vie publique. Cette décision marque le début de son engagement dans le service de sa communauté et son désir de contribuer au développement de la région,.

### Carrière politique
Abba Alim a commencé sa carrière politique au sein du partie de l'UNDP, un engagement qui marque le début de son parcours dans le monde politique. Grâce à sa détermination et sons sens du leadership, il obtient le poste de président des jeunes au comité de base, où il se distingue par son dynamisme et son implication. En 2007, après plusieurs années d'activités politiques, il franchit une nouvelle étape importante en intégrant le conseil municipal de Ngaoundéré 1er, ce qui lui permet de jouer un rôle plus actif dans la gestion des affaires de la ville. Puis, en 2013, fort de son expérience et de son expertise, il est nommé grand conseiller à la Communauté Urbaine de Ngaoundéré, une fonction qui lui permet de contribuer davantage au développement et à la gouvernance locale,.
Aux élections législatives de 2020, il est élu à l'Assemblée nationale comme candidat de l'UNDP dans la circonscription de la Vina, dans la région de l'Adamaoua. Suivant la configuration politique du bureau de l'Assemblée Nationale pour l'année législative 2020, l'honorable Abba Alim a été nommé au poste de vice-président, aux côtés des honorables BAORO Théophile, MARY MUYALI BOYA Epse MEBOKA, KOMBO GBERI et DATOUO Théodore,,.

## Réalisations
Au-delà de son rôle institutionnel de vice-président de l'Assemblée nationale, Abba Alim s'est également distingué par des actions concrètes visant l'amélioration des conditions de vie des populations, notamment dans sa circonscription de la Vina et plus largement dans la région de l'Adamaoua. Cette section présente un aperçu de ses principales initiatives et réalisations, en se concentrant sur les projets qu'il a initiés ou soutenus, ainsi que sur leur impact sur les communautés concernées. Il est important de souligner que ces réalisations sont documentées par des sources vérifiables, permettant ainsi une évaluation objective de son action en tant qu'élu et figure publique.

### Travaux de voiries urbaines à Ngaoundéré
Abba Alim, a initié la réfection de plusieurs axes routiers à Ngaoundéré, chef-lieu de la région de l'Adamaoua. Les travaux, financés par des fonds parlementaires et personnels, concernent une quinzaine de quartiers de la ville, avec des opérations de reprofilage, de maçonnerie et de curage de caniveaux.
Cette initiative a été accueillie avec enthousiasme par les populations locales, qui soulignent le problème persistant de l'état des routes dans la ville. Ils voient dans cette action un pas vers l'amélioration de leurs conditions de vie, préférant ces travaux à des distributions de riz. Le maire de Ngaoundéré a également exprimé sa satisfaction, considérant cette action comme un appui bienvenu au cahier des charges de la mairie.
Abba Alim a justifié ces travaux par son engagement à tenir ses promesses de campagne et à répondre aux attentes de ses électeurs, soulignant son rôle de représentant du peuple et de solutionneur à leurs problèmes.